# Serra de les Gabarres
Serra de les Gabarres är en bergskedja i Spanien.   Den ligger i regionen Katalonien, i den östra delen av landet, 600 km öster om huvudstaden Madrid. Arean är 350 kvadratkilometer.